# San Nicolas (Batangas)
San Nicolas è una municipalità di quinta classe delle Filippine, situata nella Provincia di Batangas, nella Regione del Calabarzon.
San Nicolas è formata da 18 baranggay:
- Abelo
- Alas-as
- Balete
- Baluk-baluk
- Bancoro
- Bangin
- Calangay
- Hipit
- Maabud North
- Maabud South
- Munlawin
- Pansipit
- Poblacion
- Pulang-Bato
- Santo Niño
- Sinturisan
- Tagudtod
- Talang